# Сан Мигел Зинакантепек (Зинакантепек)
Сан Мигел Зинакантепек (шп. San Miguel Zinacantepec) насеље је у Мексику у савезној држави Мексико у општини Зинакантепек. Насеље се налази на надморској висини од 2746 м.

## Становништво
Према подацима из 2010. године у насељу је живело 54220 становника.

### Хронологија
| Година       | 2000                  | 2005                  | 2010                  |
| ------------ | --------------------- | --------------------- | --------------------- |
| Становништво | 42603 (20750 / 21853) | 46569 (22611 / 23958) | 54220 (26129 / 28091) |

### Попис
| \| \| м \| \| \| ж \| \| 0—2 \| 1.391 \| \| \| 1.395 \| \| 3—5 \| 1.508 \| \| \| 1.559 \| \| 6—11 \| 3.119 \| \| \| 3.098 \| \| 12—14 \| 1.426 \| \| \| 1.512 \| \| 15—17 \| 1.565 \| \| \| 1.512 \| \| 18—24 \| 3.311 \| \| \| 3.500 \| \| 60+ \| 1.768 \| \| \| 2.173 \| \| Просек : \| 29,0 \| \| \| 30,0 \| |       |  |  |       |
| |       |  |  |       |
| | м     |  |  | ж     |
| 0—2 | 1.391 |  |  | 1.395 |
| 3—5 | 1.508 |  |  | 1.559 |
| 6—11 | 3.119 |  |  | 3.098 |
| 12—14 | 1.426 |  |  | 1.512 |
| 15—17 | 1.565 |  |  | 1.512 |
| 18—24 | 3.311 |  |  | 3.500 |
| 60+ | 1.768 |  |  | 2.173 |
| Просек : | 29,0  |  |  | 30,0  |

| #   | Индикатор                                                                                        | Вредност |
| --- | ------------------------------------------------------------------------------------------------ | -------- |
| 1   | Становништво од 0 до 2 године                                                                    | 2786     |
| 2   | Мушко становништво од 0 до 2 године                                                              | 1391     |
| 3   | Женско становништво од 0 до 2 године                                                             | 1395     |
| 4   | Становништво са 3 и више година                                                                  | 51072    |
| 5   | Мушко становништво са 3 и више година                                                            | 24553    |
| 6   | Женско становништво са 3 и више година                                                           | 26519    |
| 7   | Становништво са 5 и више година                                                                  | 48980    |
| 8   | Мушко становништво са 5 и више година                                                            | 23529    |
| 9   | Женско становништво са 5 и више година                                                           | 25451    |
| 10  | Становништво са 12 и више година                                                                 | 41788    |
| 11  | Мушко становништво са 12 и више година                                                           | 19926    |
| 12  | Женско становништво са 12 и више година                                                          | 21862    |
| 13  | Становништво са 15 и више година                                                                 | 38850    |
| 14  | Мушко становништво са 15 и више година                                                           | 18500    |
| 15  | Женско становништво са 15 и више година                                                          | 20350    |
| 16  | Становништво са 18 и више година                                                                 | 35773    |
| 17  | Мушко становништво са 18 и више година                                                           | 16935    |
| 18  | Женско становништво са 18 и више година                                                          | 18838    |
| 19  | Становништво од 3 до 5 година                                                                    | 3067     |
| 20  | Мушко становништво од 3 до 5 година                                                              | 1508     |
| 21  | Женско становништво од 3 до 5 година                                                             | 1559     |
| 22  | Становништво од 6 до 11 година                                                                   | 6217     |
| 23  | Мушко становништво од 6 до 11 година                                                             | 3119     |
| 24  | Женско становништво од 6 до 11 година                                                            | 3098     |
| 25  | Становништво од 8 до 14 година                                                                   | 7059     |
| 26  | Мушко становништво од 8 до 14 година                                                             | 3501     |
| 27  | Женско становништво од 8 до 14 година                                                            | 3558     |
| 28  | Становништво од 12 до 14 година                                                                  | 2938     |
| 29  | Мушко становништво од 12 до 14 година                                                            | 1426     |
| 30  | Женско становништво од 12 до 14 година                                                           | 1512     |
| 31  | Становништво од 15 до 17 година                                                                  | 3077     |
| 32  | Мушко становништво од 15 до 17 година                                                            | 1565     |
| 33  | Женско становништво од 15 до 17 година                                                           | 1512     |
| 34  | Становништво од 18 до 24 године                                                                  | 6811     |
| 35  | Мушко становништво од 18 до 24 године                                                            | 3311     |
| 36  | Женско становништво од 18 до 24 године                                                           | 3500     |
| 37  | Женско становништво од 15 до 49 година                                                           | 15912    |
| 38  | Становништво са 60 и више година                                                                 | 3941     |
| 39  | Мушко становништво са 60 и више година                                                           | 1768     |
| 40  | Женско становништво са 60 и више година                                                          | 2173     |
| 41  | Однос између мушкараца и жена                                                                    | 93.02    |
| 42  | Становништво од нуле до 14 година                                                                | 15008    |
| 43  | Становништво од 15 до 64 године                                                                  | 36295    |
| 44  | Становништво од 65 година и више                                                                 | 2555     |
| 45  | Просечан број деце                                                                               | 2.09     |
| 46  | Становништво рођено у ентитету                                                                   | 49655    |
| 47  | Мушко становништво рођено у ентитету                                                             | 23983    |
| 48  | Женско становништво рођено у ентитету                                                            | 25672    |
| 49  | Становништво рођено у другом ентитету                                                            | 3979     |
| 50  | Мушко становништво рођено у другом ентитету                                                      | 1852     |
| 51  | Женско становништво рођено у другом ентитету                                                     | 2127     |
| 52  | Становништво од 5 година и више резидентно у ентитету у јуну 2005. године                        | 47861    |
| 53  | Мушко становништво старосног доба од 5 година и више, резидентно у ентитету у јуну 2005. године  | 22989    |
| 54  | Женско становништво старосног доба од 5 и више година, резидентно у ентитету у јуну 2005. године | 24872    |
| 55  | Становништво од 5 година и више које је живело у другом ентитету у јуну 2005. године             | 635      |
| 56  | Мушко становништво старије од 5 година које је живело у другом ентитету у јуну 2005. године      | 306      |
| 57  | Женско становништво старије од 5 година које је живело у другом ентитету у јуну 2005. године     | 329      |
| 58  | Становништво од 3 године и више које говори аутохтони језик                                      | 164      |
| 59  | Мушко становништво старо 3 године и више које говори аутохтони језик                             | 90       |
| 60  | Женско становништво старо 3 године и више које говори аутохтони језик                            | 74       |
| 61  | Становништво од 3 године и више које говори аутохтони језик и не говори шпански језик            | 0        |
| 62  | Мушко становништво старо 3 године и више које говори аутохтони језик и не говори шпански         | 0        |
| 63  | Женско становништво старо 3 године и више које говори аутохтони језик и не говори шпански језик  | 0        |
| 64  | Становништво старо 3 године и више које говори аутохтони језик и шпански                         | 105      |
| 65  | Мушко становништво старо 3 године и више које говори аутохтони језик и шпански                   | 58       |
| 66  | Женско становништво старо 3 године и више које говори аутохтони језик и шпански                  | 47       |
| 67  | Становништво од 5 година и више које говори аутохтони језик                                      | 162      |
| 68  | Становништво од 5 година и више које говори аутохтони језик и не говори шпански језик            | 0        |
| 69  | Становништво од 5 година и више које говори аутохтони језик и говори шпански језик               | 105      |
| 70  | Становништво у домородачким домаћинствима                                                        | 413      |
| 71  | Становништво са ограничењима у активностима                                                      | 1415     |
| 72  | Становништво са ограниченим ходањем или кретањем, горе или доле                                  | 783      |
| 73  | Становници са ограничењима вида, чак и уз кориштење сочива                                       | 315      |
| 74  | Становништво са ограничењима говора, комуникације или конверзације                               | 123      |
| 75  | Становништво са ограниченим слухом                                                               | 138      |
| 76  | Становништво са ограничењима при одевању, купању или јелу                                        | 61       |
| 77  | Становништво са ограничењима у опажању или учењу једноставних ствари                             | 56       |
| 78  | Становништво са менталним ограничењима                                                           | 145      |
| 79  | Становништво без ограничења активности                                                           | 52183    |
| 80  | Становништво од 3 до 5 година које не похађа школу                                               | 1322     |
| 81  | Мушко становништво од 3 до 5 година које не похађа школу                                         | 649      |
| 82  | Женско становништво од 3 до 5 година које не похађа школу                                        | 673      |
| 83  | Становништво од 6 до 11 година које не похађа школу                                              | 113      |
| 84  | Мушко становништво од 6 до 11 година које не похађа школу                                        | 58       |
| 85  | Женско становништво од 6 до 11 година које не похађа школу                                       | 55       |
| 86  | Становништво од 12 до 14 година које не похађа школу                                             | 107      |
| 87  | Мушко становништво од 12 до 14 година које не похађа школу                                       | 61       |
| 88  | Женско становништво од 12 до 14 година које не похађа школу                                      | 46       |
| 89  | Становништво од 15 до 17 година похађа школу                                                     | 2432     |
| 90  | Мушко становништво од 15 до 17 година похађа школу                                               | 1210     |
| 91  | Женско становништво између 15 и 17 година живота у школи                                         | 1222     |
| 92  | Становништво од 18 до 24 године похађа школу                                                     | 2421     |
| 93  | Мушко становништво од 18 до 24 године похађа школу                                               | 1229     |
| 94  | Женско становништво од 18 до 24 године похађа школу                                              | 1192     |
| 95  | Становништво од 8 до 14 година које не може да чита и пише                                       | 58       |
| 96  | Мушко становништво старосног доба од 8 до 14 година које не може да чита и пише                  | 44       |
| 97  | Женско становништво старосног доби од 8 до 14 година које не може да чита и пише                 | 14       |
| 98  | Становништво од 15 година и више које је неписмено                                               | 1430     |
| 99  | Мушко становништво од 15 година и више које је неписмено                                         | 370      |
| 100 | Женско становништво од 15 година и више које је неписмено                                        | 1060     |
| 101 | Становништво старо 15 и више година без школовања                                                | 1636     |
| 102 | Мушко становништво старо 15 и више година без школовања                                          | 509      |
| 103 | Женско становништво старо 15 и више година без школовања                                         | 1127     |
| 104 | Становништво старосног доба 15 и више година са непотпуним основним образовањем                  | 2602     |
| 105 | Мушко становништво старосног доба од 15 година и више са непотпуном основним образовањем         | 992      |
| 106 | Женско становништво старосног доба 15 и више година са непотпуном основним образовањем           | 1610     |
| 107 | Становништво старо 15 и више година са комплетним основним образовањем                           | 5420     |
| 108 | Мушко становништво старо 15 година и више са комплетним основним образовањем                     | 2380     |
| 109 | Женско становништво старо 15 и више година са комплетним основним образовањем                    | 3040     |
| 110 | Становништво старосног доба 15 и више година са непотпуним средњим образовањем                   | 1347     |
| 111 | Мушко становништво старосног доба од 15 година и више са непотпуним средњим образовањем          | 745      |
| 112 | Женско становништво старосног доба од 15 година и више са непотпуним средњим образовањем         | 602      |
| 113 | Становништво старо 15 и више година са пуним секундарном образовањем                             | 10450    |
| 114 | Мушко становништво старосног доба од 15 година и више са пуним секундарном образовањем           | 5450     |
| 115 | Женско становништво старосног доба од 15 година и више са пуним секундарном образовањем          | 5000     |
| 116 | Становништво старије од 18 година са постосновним образовањем                                    | 15789    |
| 117 | Мушко становништво старије од 18 година са постосновним образовањем                              | 7726     |
| 118 | Женско становништво старије од 18 година са постосновним образовањем                             | 8063     |
| 119 | Просечна оцена школовања                                                                         | 9.8      |
| 120 | Просечан ниво образовања мушке популације                                                        | 10.1     |
| 121 | Просечан ниво образовања женског становништва                                                    | 9.53     |
| 122 | Економски активно становништво                                                                   | 21913    |
| 123 | Економски активна мушка популација                                                               | 14406    |
| 124 | Економски активна женска популација                                                              | 7507     |
| 125 | Становништво које није економски активно                                                         | 19703    |
| 126 | Мушко становништво које није економски активно                                                   | 5428     |
| 127 | Женско становништво које није економски активно                                                  | 14275    |
| 128 | Запослено становништво                                                                           | 20626    |
| 129 | Запослено мушко становништво                                                                     | 13408    |
| 130 | Запослено женско становништво                                                                    | 7218     |
| 131 | Незапослена популација                                                                           | 1287     |
| 132 | Незапослена мушка популација                                                                     | 998      |
| 133 | Незапослена женска популација                                                                    | 289      |
| 134 | Становништво без права на здравствене услуге                                                     | 17850    |
| 135 | Становништво које има право на здравствене услуге                                                | 35905    |
| 136 | Становништво које има право на ИМСС                                                              | 19292    |
| 137 | Становништво које има право на социјално осигурање                                               | 2545     |
| 138 | Становништво које има право на државно социјално осигурање                                       | 6254     |
| 139 | Становништво које има право на опште осигурање или здравствено осигурање за нову генерацију      | 5943     |
| 140 | Становништво које је било једном или није било у браку током 12 година и више                    | 14460    |
| 141 | Венчано или уједињено становништво од 12 година и више                                           | 23971    |
| 142 | Становништво које је било у браку или уједињено 12 година и више                                 | 3285     |
| 143 | Становништво са католичком религијом                                                             | 50268    |
| 144 | Протестанти, еванђелисти и библијски следбеници различити од еванђелиста                         | 2031     |
| 145 | Становништво са другим религијама различитим од претходних                                       | 35       |
| 146 | Становништво без религије                                                                        | 550      |
| 147 | Укупно пописаних домаћинства                                                                     | 12265    |
| 148 | Пописна домаћинства на челу са мушкарцима                                                        | 9823     |
| 149 | Пописна домаћинства на челу са женама                                                            | 2442     |
| 150 | Становништво у пописним домаћинствима                                                            | 53788    |
| 151 | Становништво у пописним домаћинствима на челу са мушкарцима                                      | 44369    |
| 152 | Становништво у пописним домаћинствима на челу са женама                                          | 9419     |
| 153 | Укупно домаћинстава                                                                              | 14652    |
| 154 | Укупно насељених домаћинстава                                                                    | 12383    |
| 155 | Укупно приватних кућа                                                                            | 14534    |
| 156 | Насељени приватни домови                                                                         | 12265    |
| 157 | Укупно насељених приватних кућа                                                                  | 12379    |
| 158 | Ненасељене приватне куће                                                                         | 1849     |
| 159 | Појединачна домаћинства за привремену употребу                                                   | 420      |
| 160 | Становници у насељеним приватним кућама                                                          | 53788    |
| 161 | Насељеност станара у приватним становима                                                         | 4.39     |
| 162 | Просечно становника по соби у приватним насељеним домаћинствима                                  | 0.97     |
| 163 | Појединачна домаћинства са подовима од различитих материјала од земље                            | 11941    |
| 164 | Појединачна домаћинства у приземљу                                                               | 255      |
| 165 | Појединачна домаћинства са једном спаваћом собом                                                 | 2720     |
| 166 | Појединачна домаћинства са две спаваће собе и више                                               | 9480     |
| 167 | Појединачна домаћинства са једним собом                                                          | 320      |
| 168 | Појединачна домаћинства са две собе                                                              | 1123     |
| 169 | Појединачна домаћинства са 3 собе и више                                                         | 10745    |
| 170 | Појединачна домаћинства која имају електрично светло                                             | 12175    |
| 171 | Појединачна домаћинства која немају електрично светло                                            | 43       |
| 172 | Појединачна домаћинства која имају водоводну воду у стамбеном простору                           | 10094    |
| 173 | Појединачна домаћинства која немају водоводну воду у стамбеном простору                          | 2108     |
| 174 | Појединачна домаћинства која имају тоалет                                                        | 12096    |
| 175 | Појединачна домаћинства која имају канализацију                                                  | 12067    |
| 176 | Појединачна домаћинства која немају канализацију                                                 | 127      |
| 177 | Појединачна домаћинства која имају електрично светло, довод воде из јавне мреже и канализацију   | 10022    |
| 178 | Појединачна домаћинства без икаквих услова                                                       | 94       |
| 179 | Појединачна домаћинства која имају радио                                                         | 10979    |
| 180 | Појединачна домаћинства која имају телевизор                                                     | 11927    |
| 181 | Појединачна домаћинства која имају фрижидер                                                      | 9786     |
| 182 | Појединачна домаћинства која имају машину за веш                                                 | 7098     |
| 183 | Појединачна домаћинства која имају аутомобил или комби                                           | 6403     |
| 184 | Појединачна домаћинства која имају рачунар                                                       | 4361     |
| 185 | Појединачна домаћинства која имају фиксну телефонску линију                                      | 6498     |
| 186 | Појединачна домаћинства која имају мобилни телефон                                               | 8117     |
| 187 | Појединачна домаћинства која имају приступ интернету                                             | 3067     |
| 188 | Величина локације                                                                                | 10       |